# Penha (ort)
Penha är en ort i Brasilien.   Den ligger i kommunen Penha och delstaten Santa Catarina, i den södra delen av landet, 1 200 km söder om huvudstaden Brasília. Penha ligger 24 meter över havet och antalet invånare är 20 096.
Terrängen runt Penha är platt åt nordväst, men åt sydost är den kuperad. Havet är nära Penha åt nordost. Trakten är tätbefolkad. Närmaste större samhälle är Itajaí, 15,4 km söder om Penha.